# Rubini (famiglia)
I Rubini sono una famiglia di origine veneziana.

## Storia
Provenienti, pare, da Bergamo, i Rubini sono attestati a Venezia a partire dal 1346. Da sempre impegnati nella mercatura, nel corso dei secoli acquisirono una potenza economica e prestigio sociale, tanto da essere inseriti nel ceto dei cittadini originari e di creare legami con altre importanti famiglie.
Una diramazione riuscì ad entrare nel patriziato veneziano nel 1646, quando Giovanni Battista Rubini offrì alla Repubblica i consueti centomila ducati da impiegare nella guerra di Candia. Il matrimonio con Cristina Ottoboni, nipote del futuro papa Alessandro VIII, spianò la carriera ecclesiastica all'omonimo nipote che divenne vescovo di Vicenza e poi cardinale. Questo nucleo, tuttavia, si estinse poco dopo con la morte dei fratelli Giovanni e Antonio di Camillo; il patrimonio fu ereditato dalla sorella Caterina, sposata a Giovanni Bragadin.
Nel Settecento, un'altra linea rappresentata da Pietro acquistò una tenuta a Spessa, presso Cividale del Friuli, dove fondò uno stabilimento per la filatura e la tessitura della seta. L'attività fu portata avanti con successo dai discendenti e ai primi dell'Ottocento le filande Rubini, che avevano anche una succursale a Vienna, producevano diecimila libbre venete di seta grezza, dando lavoro a un centinaio di operai.
L'azienda agricola dei Rubini a Spessa è tuttora proseguita dagli attuali membri.

## Membri illustri
- Giambattista Rubini (1642 - 1707), cardinale italiano.

## Luoghi e architetture
- Palazzo Rubini a Cannaregio - Affacciato su calle Rubina, a Sant'Alvise, fu dimora cittadina del ramo patrizio della famiglia.
- Villa Rubini ad Asolo - Era la casa di villeggiatura del ramo patrizio
- Villa Rubini a Cividale del Friuli.